# Заречье (Минькинский сельсовет)
Заречье — деревня в Грязовецком районе Вологодской области.
Входит в состав Юровского муниципального образования, с точки зрения административно-территориального деления — в Минькинский сельсовет.
Расстояние до районного центра Грязовца по автодороге — 47 км, до центра муниципального образования Юрово по прямой — 18 км. Ближайшие населённые пункты — Андрейково, Исаково, Ременниково.
По переписи 2002 года население — 2 человека.